# Гурский, Леонид Ильич
Леонид Ильич Гурский (бел. Леанід Ільіч Гурскі; род. 10 января 1936, Минск) — советский и белорусский учёный-физик, доктор технических наук (1973), член-корреспондент НАН Беларуси (1994).

## Биография
Родился 10 января 1936 года в Минске. 
В 1959 году окончил Белорусский политехнический институт. С 1960 года работал в Физико-технический институт Академии наук БССР. 
Защитил кандидатскую диссертацию в 1965 году. В 1973 году ему была присуждена учёная степень доктора технических наук. В 1978 году удостоился звания профессора по специальности «физика твёрдого тела». 
В 1995-2001 годах был начальником отдела естественных наук Государственного высшего аттестационного комитета Республики Беларусь.
С 2001 года Леонид Ильич являлся профессором кафедры электронной техники и технологии Белорусского государственного университета информатики и радиоэлектроники. 
Леонид Ильич Гурский является автором более 250 научных работ.